# The Honeycombs
The Honeycombs je ime engleske vokalno instrumentalne beat i pop glazbene grupe iz ranih 1960-ih. U svoje doba bili su atrakcija zbog ženskog bubnjara - Honey Lantree, u to doba prave rijetkosti.

## Osnutak grupe
Grupu koja je nastupala po londonskim klubovima pod imenom The Sheratons, otkrili su, Ken Howard (kompozitor) i Alan Blaikley(tekstopisac), u to doba vrlo uspješni tandem koji su pisali brojne uspješnice za ondašnje zvijezde pop glazbe, između ostalih za; Lulu, Elvisa Presleyja, Dave Dee, Dozy, Beaky, Mick and Tich i Petulu Clark. Howard i Blaikley, odveli su ih u tonski studio Joe Meeka i snimili prvu uspješnicu grupe - Have I the Right?, koja se uskoro ustoličila na prvom mjestu britanske rang liste. 

## Članovi grupe
U originalnoj postavi grupe nastupali su:
- Dennis D'Ell - (rođen kao Denis James Dalziel, 14.Listopada, 1943., u Whitechapelu, dio Londona, umro od raka 2005.) - Glavni vokal i orgulje
- Martin Murray - (rođen 7. Listopada, 1939., u Londonu) - solo gitara
- Alan Ward - (rođen 12. Prosinca, 1945., u Nottinghamu) - ritam gitara
- John Lantree - (rođen kao John David Lantree, 20. Kolovoza, 1940., u Newburyu, Berkshire ) - bas gitara
- Honey Lantree - (rođena kao - Ann Margot Lantree, 28. Kolovoza, 1943., u Hayesu, Hillingdon, Middlesex) - bubnjevi.

## Diskografija

### Singl ploče
- "Have I the Right?" (Howard/Blaikley), "Please Don't Pretend Again" (Meek/Lawrence), Lipanj. 1964.
- "Is It Because",  "I'll Cry Tomorrow" (Meek), Listopad, 1964.
- "Eyes",  "If You've Got To Pick A Baby", Studeni, 1964.
- "Something Better Beginning" (Ray Davies), "I'll See You Tomorrow", Travanj, 1965.
- "That's the Way",  "Can't Get Through To You", Kolovoz, 1965.
- "This Year Next Year",  "Not Sleeping Too Well Lately", Studeni, 1965.
- "Who Is Sylvia",  "How Will I Know", Veljača, 1966.
- "It's So Hard",  "I Fell In Love", Srpanj, 1966.
- "That Loving Feeling",  "Should A Man Cry", Rujan, 1966.

### Albumi
- The Honeycombs (Pye NPL 18097, 1964.)

Colour Slide / Once You Know / Without You It Is Night / That's The Way / I Want To Be Free / How The Mighty Have Fallen / Have I The Right? // Just A Face In The Crowd / Nice While It Lasted / Leslie Anne / She's Too Way Out / It Ain't Necessarily So / This Too Shall Pass Away
- All Systems - Go! (Pye NPL 18132, 1965.)

I Can't Stop / Don't Love Her No More / All Systems Go / Totem Pole / Emptiness / Ooee Train / She Ain't Coming Back // Something I Gotta Tell You / Our Day Will Come / Nobody But Me / There's Always Me / Love In Tokyo / If You Should / My Prayer
- In Tokyo (Nippon Columbia PS-1277, 1966.) (snimljeno u živo samo za Japan)

Colour Slide / I'll Go Crazy / She's About A Mover / There's Always Me / Wipe Out / Lucille // If You Should / Have I The Right? / Goldfinger / Kansas City / My Prayer / What'd I Say
- Into the 21st Century (EP/CD, snimljeno 2007.)

Have I The Right / Colour Slide / Something Better Beginning / Without You It Is Night / Lesley Ann / I Can't Stop / Totem Pole /  Is It Because

## Vanjske poveznice
- thehoneycombs.biz Službene stranice  Arhivirana inačica izvorne stranice od 25. svibnja 2011. (Wayback Machine)
- Biografija grupe The Honeycombs na AMG stranicama
- Izvedba pjesme Have I the Right i Eyes (Iz filma Pop Gear)na youtubu